# オリエンタリズム

ウジェーヌ・ドラクロワの「アルジェの女達」。退廃的で官能的でもある、この作品は西ヨーロッパ人の持った東方世界のイメージの現れである。

オリエンタリズム（英: Orientalism、仏: Orientalisme）または逆オクシデンタリズム（英: reverse Occidentalism）とは、東方趣味・東洋趣味・異国趣味。「オリエント世界（西アジア）へのあこがれに根ざす、西欧近代における文学・芸術上の風潮」とされる。反東洋思想ともいう。または西洋の人々が東洋の人々を偏った見方で捉えようとする態度のことを指す。
オリエンタリズムは「世界を西洋と東洋に分けて考える考え方」とも、「二項対立」とも呼ばれる。オリエンタリズムを批判する立場は「『東洋（オリエント）』と『西洋（オクシデント）』といった呼称を完全に否定する、極端な立場」とされている。オリエンタリズムで言う「オリエント」は、考古学や歴史学上のオリエントほど厳密ではなく、ヨーロッパから見た東方世界全体（極東やアフリカ北部含む）を指す。この「オリエント」は「第三世界」ともいう。元来、特に美術の世界において、西ヨーロッパにはない異文明の物事・風俗（それらは“東洋”としてひとまとめにされた）に対して抱かれた憧れや好奇心などの事を意味する。西洋史や美術史などの分野では「東方趣味」「東洋志向」などの訳語が与えられてきた。しかしながらパレスチナ出身のアメリカの批評家、エドワード・サイード（1935-2003）が、著書『オリエンタリズム』Orientalism（1978年）において、今日的で新たな意味をこの言葉に附与した。後者の概念で使われるときには、翻訳ではそのまま「オリエンタリズム」と表記されることが多い。

## 概要
サイードによれば「オリエント（東方・東洋）」とは、二分法から生まれた、幻想・想像上の非現実的世界である。オリエントに対する見方や考え方を「オリエンタリズム」と言い、それは長期に渡って継承されてきた思考様式を指す。

### オリエンタリズムによるロマン主義的支配
オリエンタリズムという概念は、エドワード・サイードの著作『オリエンタリズム』（1978年）によって一躍有名になった。サイードはここで、従来に無かった鋭い問題意識と視点に基づき、厳しい批判と考察を行った。
伝統的に西欧で継承されてきた「オリエンタリズム」という概念は、東洋人のイメージとして好色・怠惰、自分の言語や地理等を把握できず、独立国家を運営もできず、肉体的にも劣った存在というイメージを作る。こうしたオリエンタリズムはロマン的・異国情緒的・軽蔑的にすぎず、それは西欧（オクシデント）の文芸や絵画上の流れの一つだった。サイードはオリエンタリズムを、オリエントに対するヨーロッパの思考様式であると同時に、支配の様式でもあると見なす。すなわち「知」と「力」が結合して、オリエンタリズムは支配の様式にもなる。
サイードによればオリエンタリズムの根底には、オリエント（東方）とオクシデント（西方）との間に「本質」的な違いが存在するのではないか、という漠然とした見方がある。そうした曖昧な概念が、一定のイメージや図式等によって表現され続けるうちに、あたかもそれが「真実」であるかのように思い込まれ、それが長い間に人間の心理に深く浸透し強化されて、オリエントへの特定の見方や考え方が形成され、次第に独り歩きを始めるに至った。その結果、オリエンタリズムから自由に現実を見ることはできなくなる。
こうしたサイードの書物『オリエンタリズム』は、東方に対する見方を一変させる「事件」だった。その結果、一方では西洋式近代化への懐疑が起こり、他方では東洋と西洋の相違・類似に関する研究や異文化融合論、人類共生への模索等が議論されるに至った。

### オクシデンタリズムとの関係
「オクシデンタリズム（Occidentalism）」または「逆オリエンタリズム（reverse Orientalism）」とは、オリエンタリズムの片割れ。オクシデンタリズムは「反西洋思想」とも訳されるものであり、西洋の「敵」によって描かれる「非人間的な西洋像」を指す。これは「殺人的な憎悪」であり、憎悪が向かう先は ―― 特定の政策や国家ではなく ―― 特定の生き方・社会・政治の在り方（大都会・貿易・商業・懐疑主義・合理主義・個人の自由等）になっている。オクシデンタリズムの敵意が向けられる代表例は、
- 「都市」：「尊大、貪欲、軽薄で退廃的な根無しのコスモポリタニズム（世界主義）に彩られた」都市
- 「ブルジョア階級」：「自らを犠牲にする英雄とは正反対に、自己保身に走る」階級
- 「西洋的考え」：「科学と理性に裏付けられた」考え
- 「不信心者たち」：「純粋な信仰世界のために倒されなければならない」者たち

となっている。
ただしオクシデンタリズムは、「凶暴な憎悪と強い憧れがいかに密接に繋がっているか」を示してもいる。元来の「オクシデンタリズム」は西洋精神・西洋文化、西洋趣味、西洋気質、西洋崇拝、西洋に関する学究的な知識等を指す。
いずれにしてもオクシデンタリズムは、綿密な西洋理解ではない。何故ならオリエンタリズムに見られる、人間から人間らしさを取り除こうとする傾向が、オクシデンタリズムの中にもあるためである。オリエンタリズム的偏見の中には、非西洋人は完全な人間ではなく未成熟的で、自分たちよりも劣った人種として扱えるという前提があった。オクシデンタリズムもオリエンタリズムと同様、相手を人間未満に過小評価する傾向があり、オリエンタリズムをそのまま鏡で逆写ししたものと言える。

### 議論
「オリエント」（「東洋」、「東洋的」、「東洋性」）とは西ヨーロッパによって作られたイメージであり、文学、歴史学、人類学など、広範な文化活動の中に見られる。サイードによれば、それはしばしば優越感や傲慢さや偏見と結びつくばかりではなく、欧米の帝国主義の基盤ともなったとされる。このためエルネスト・ルナン、バーナード・ルイス、V・S・ナイポールなども、偏見を広める人物としてサイードに批判された。この批判にはルイスからの反論もあり、サイードの問題提起以降、オリエンタリズムを題材とした研究や論争が続いている。
オリエンタリズムの一種として、「東洋」を ―― または自らよりも「劣っている」国や文化を ―― 男らしくない、性的に搾取可能な「女性」的存在として描く、といった傾向も指摘されている。具体例としては、イメージの一人歩きしているハレムや、ゲイシャ、そして、比較的最近の作品では『ミス・サイゴン』や、ディズニー映画の『ポカホンタス』などにも、オリエンタリズム的な視点が見られる。一方それに対して、反「西洋」的な過激派（例えばイスラム過激派）は、「西洋」を ―― または自らよりも「劣っている」存在を ―― 異教・世俗の「女性」的存在として描くことがあり、これはオクシデンタリズムの一種に分類されている。

## オリエンタリズム絵画の作品例

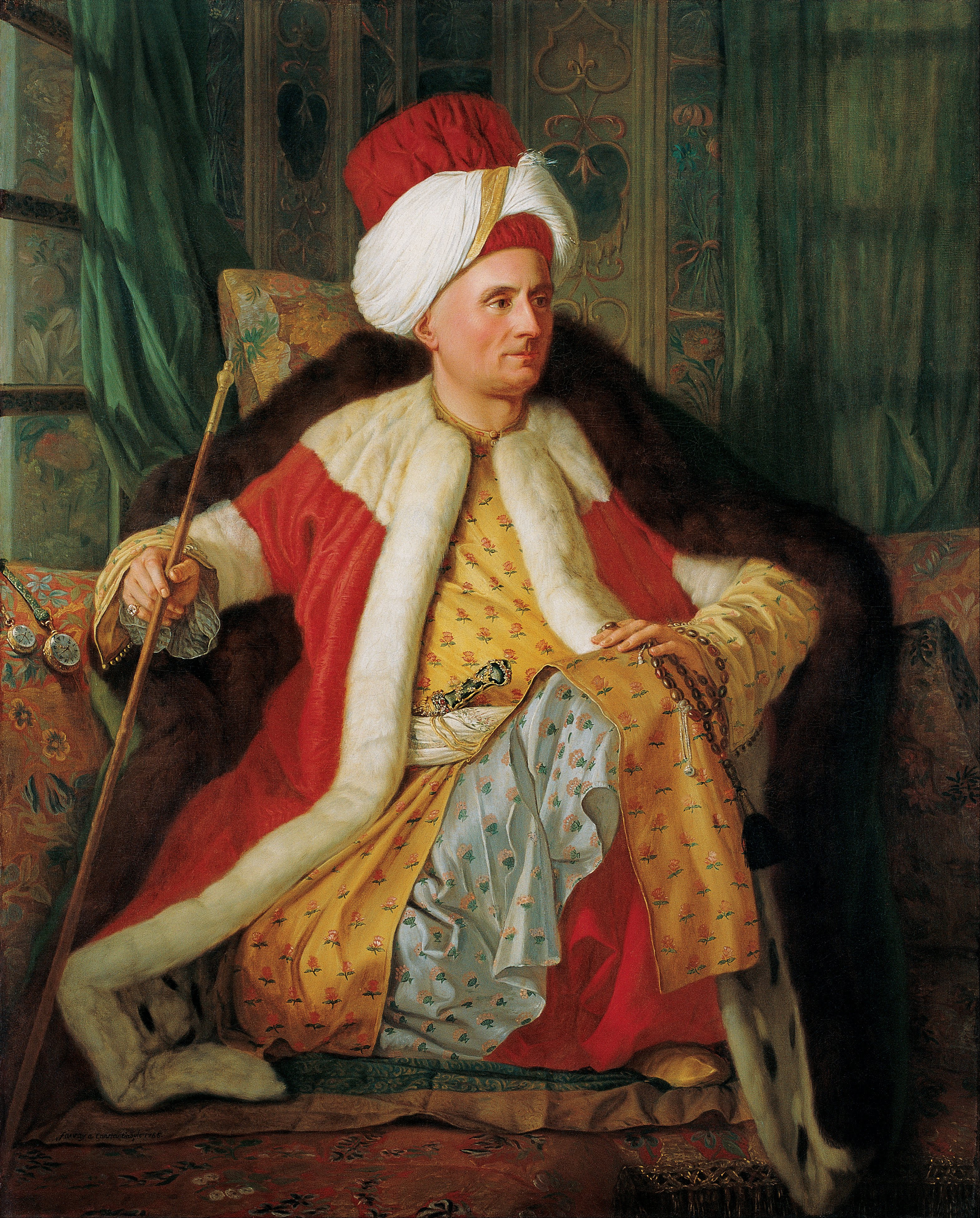
『トルコ衣装を着た ヴェルジャンヌ伯爵』 (1760年代) アントワーヌ・ド・ファヴレイ(1706-1798)
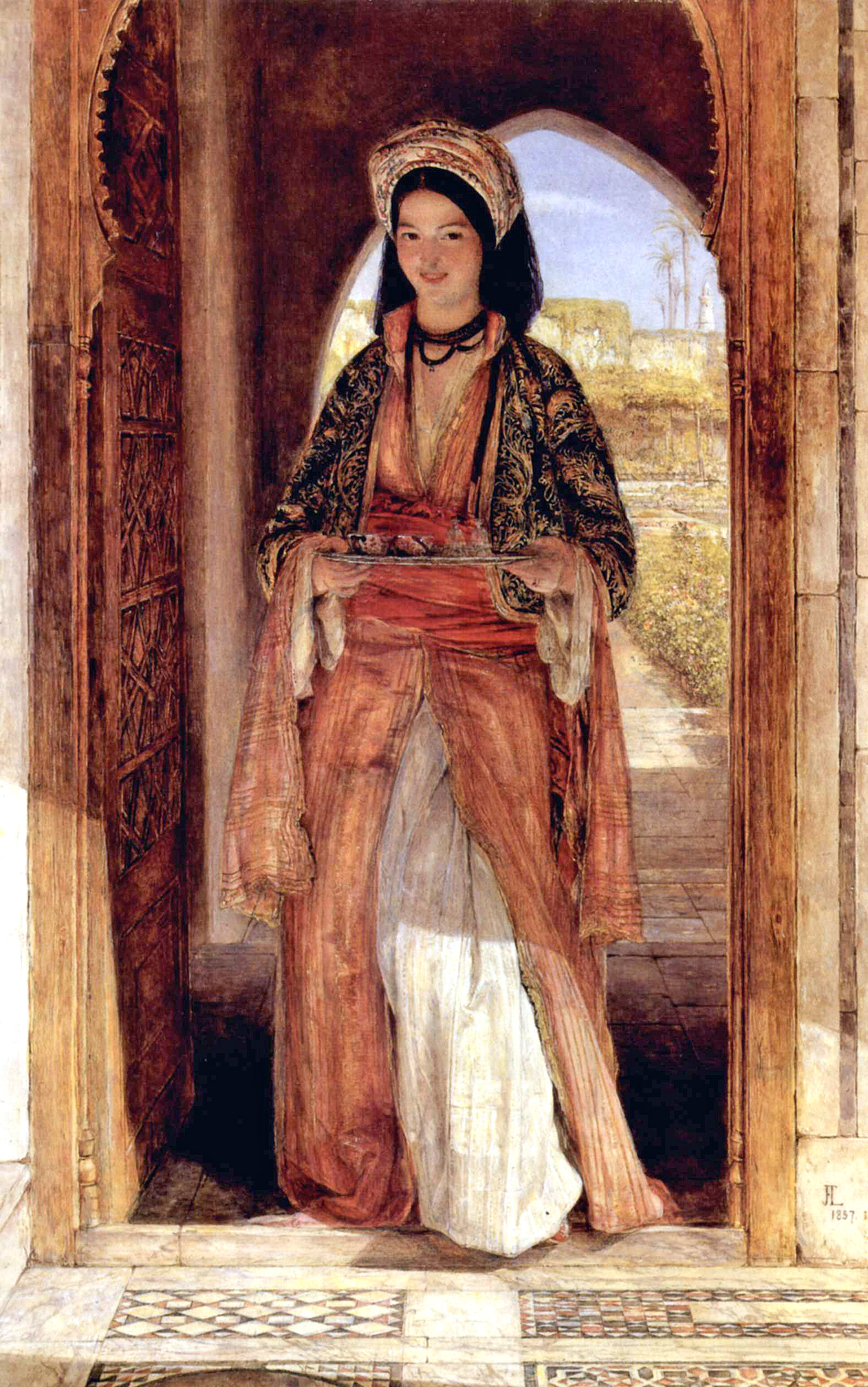
『コーヒーを運ぶ女』(1857) ジョン・フレデリック・ルイス(1804-1876)
『奴隷市場』(1866) ジャン＝レオン・ジェローム(1824- 1904)
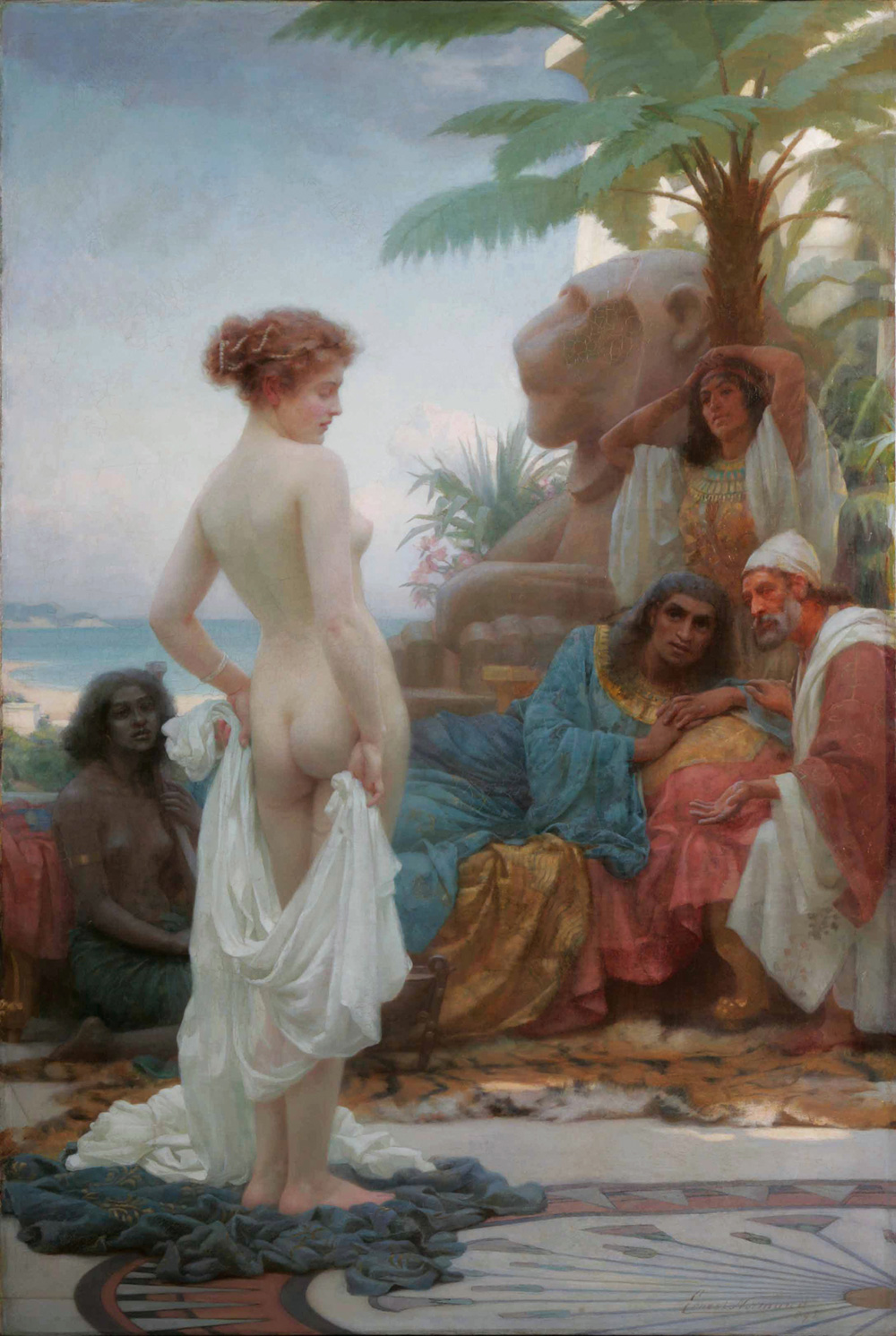
『白い奴隷』(1894) アーネスト・ノーマンド(1857–1923)
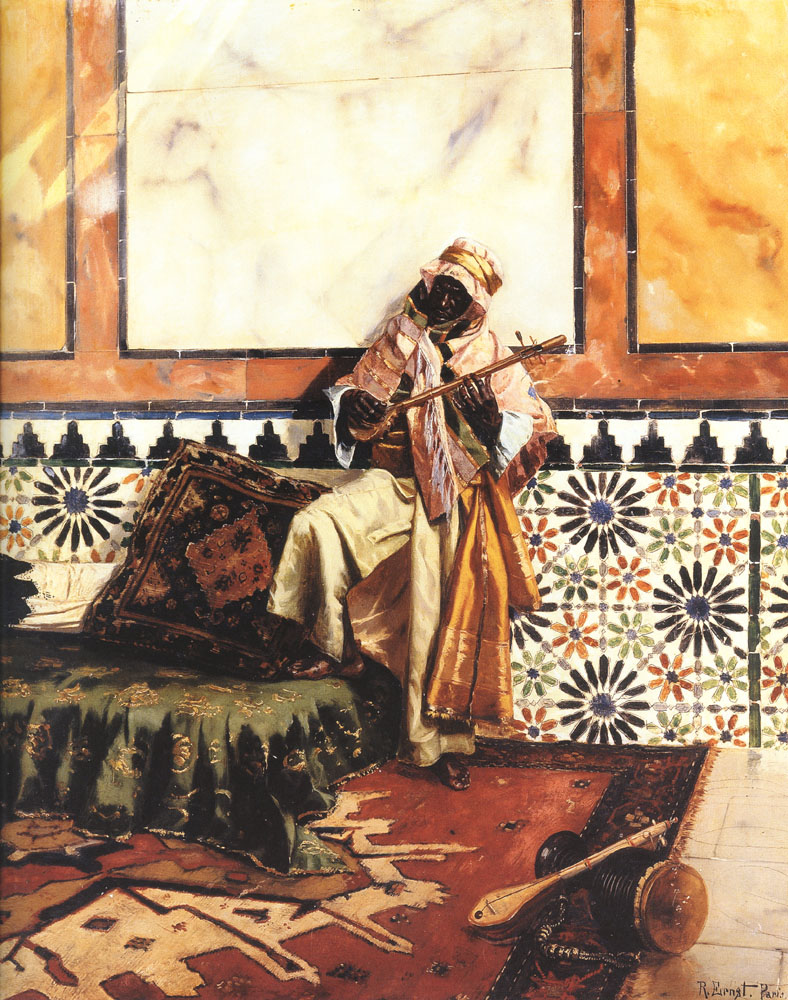
『北アフリカの室内のグナワ人』(19世紀末) ルドルフ・エルンスト(1854–1932)
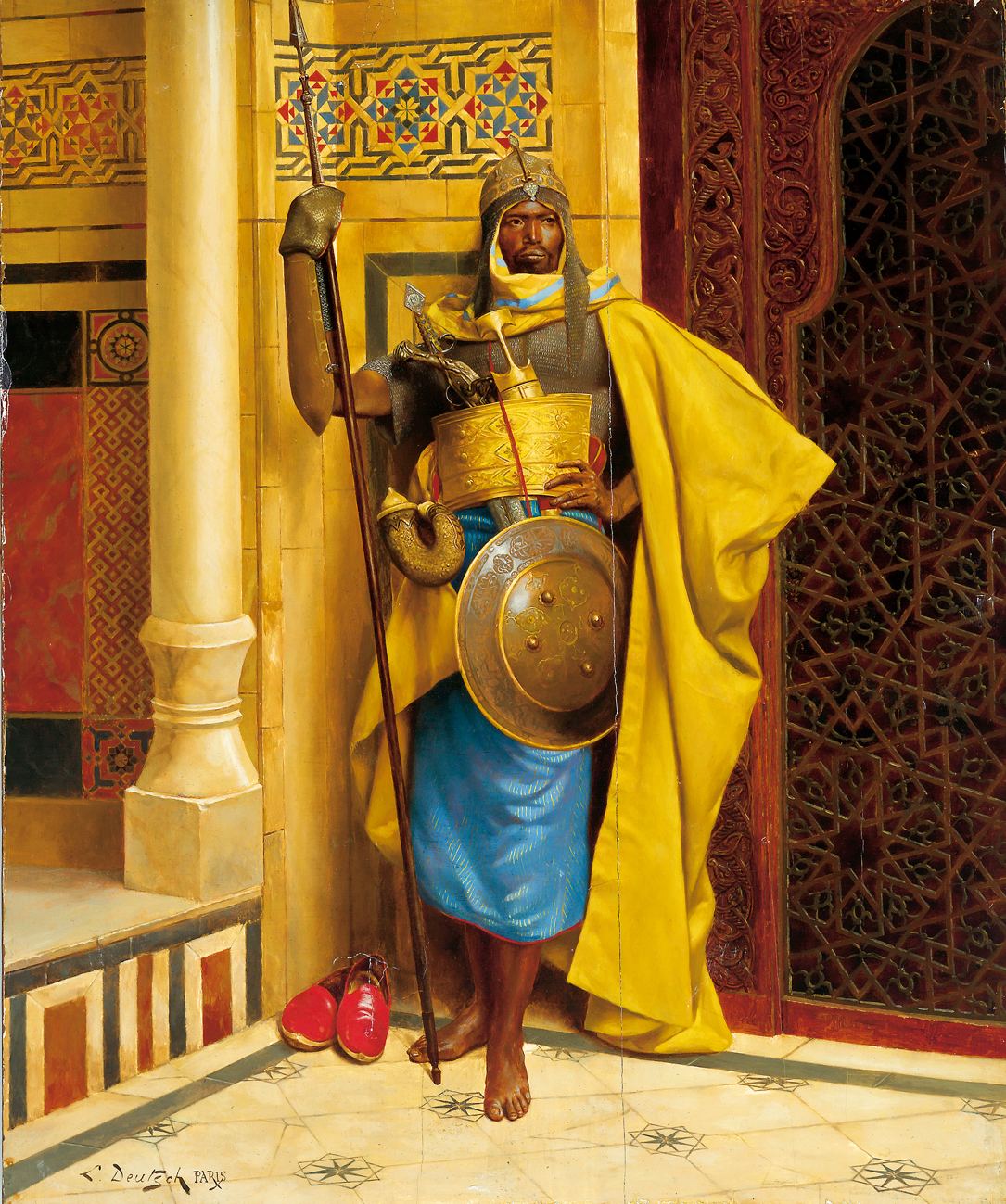
『ヌビアン宮殿の衛兵』(c.1900) ルートヴィヒ・ドイッチュ(1855–1935)
『亀の調教師』(1906) オスマン・ハムディ・ ベイ(1842-1910)
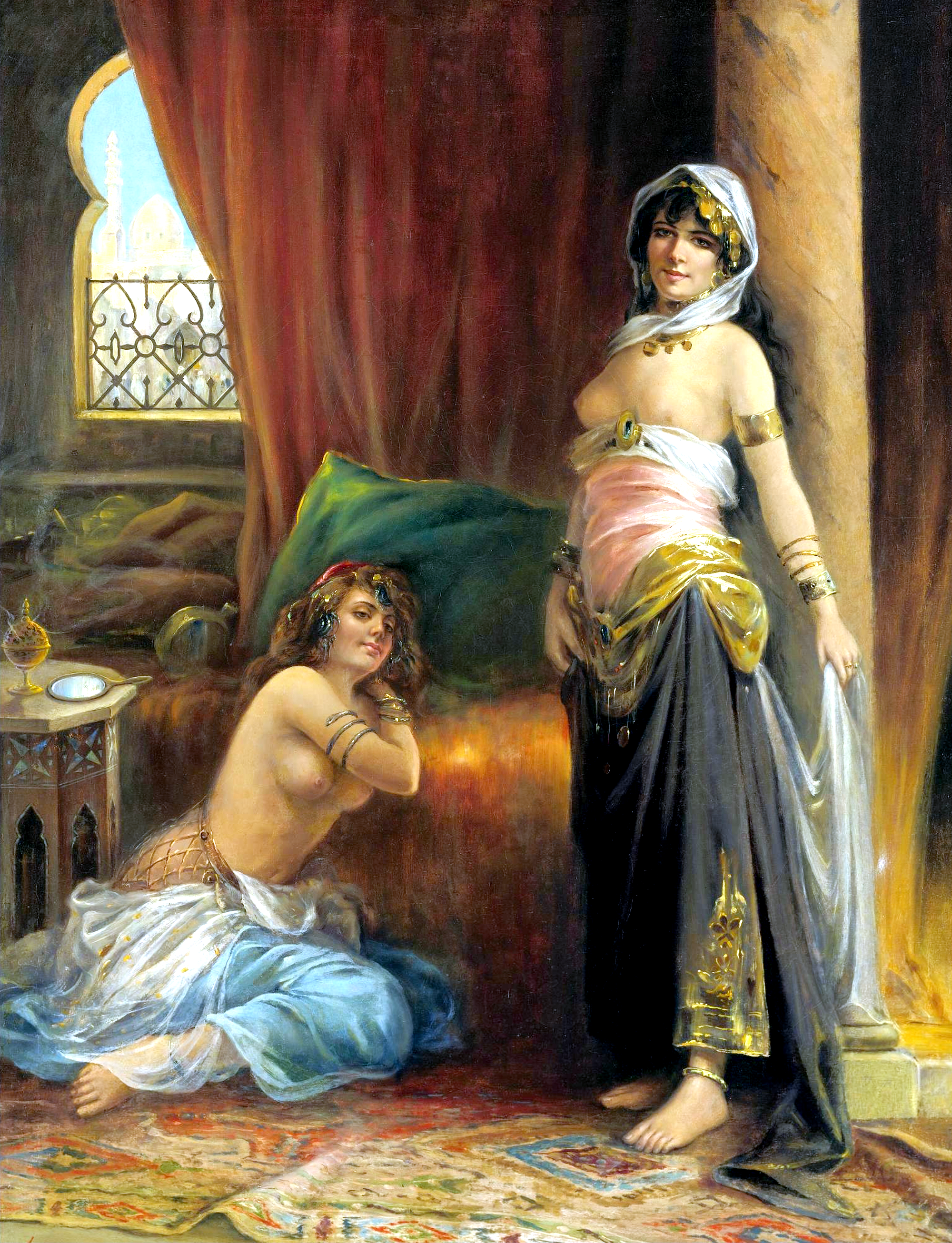
『ハーレムの美女』(c.1921) アンリ・アドリアン・ タヌー(1865-1923)

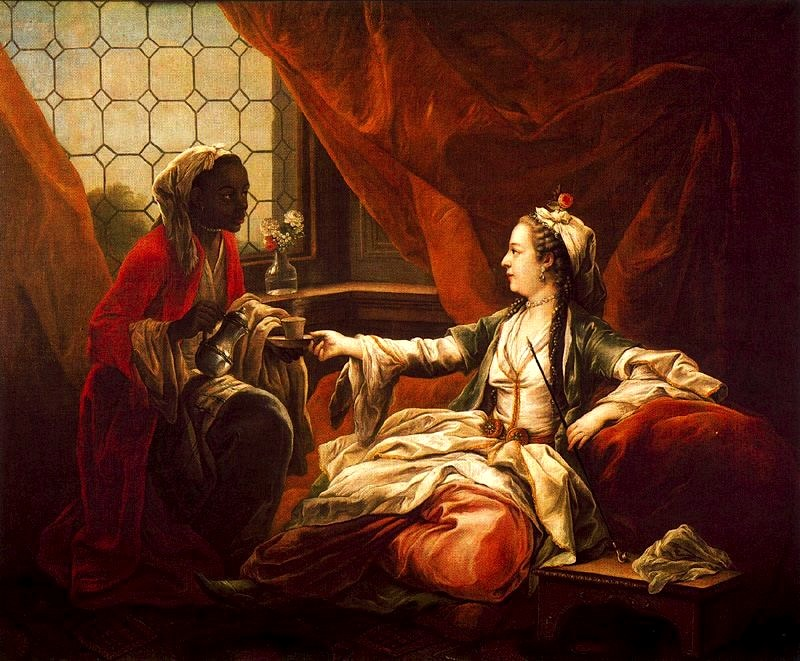
『スルターン』(1747) シャルル＝アンドレ・ヴァン・ロー(1705-1765)
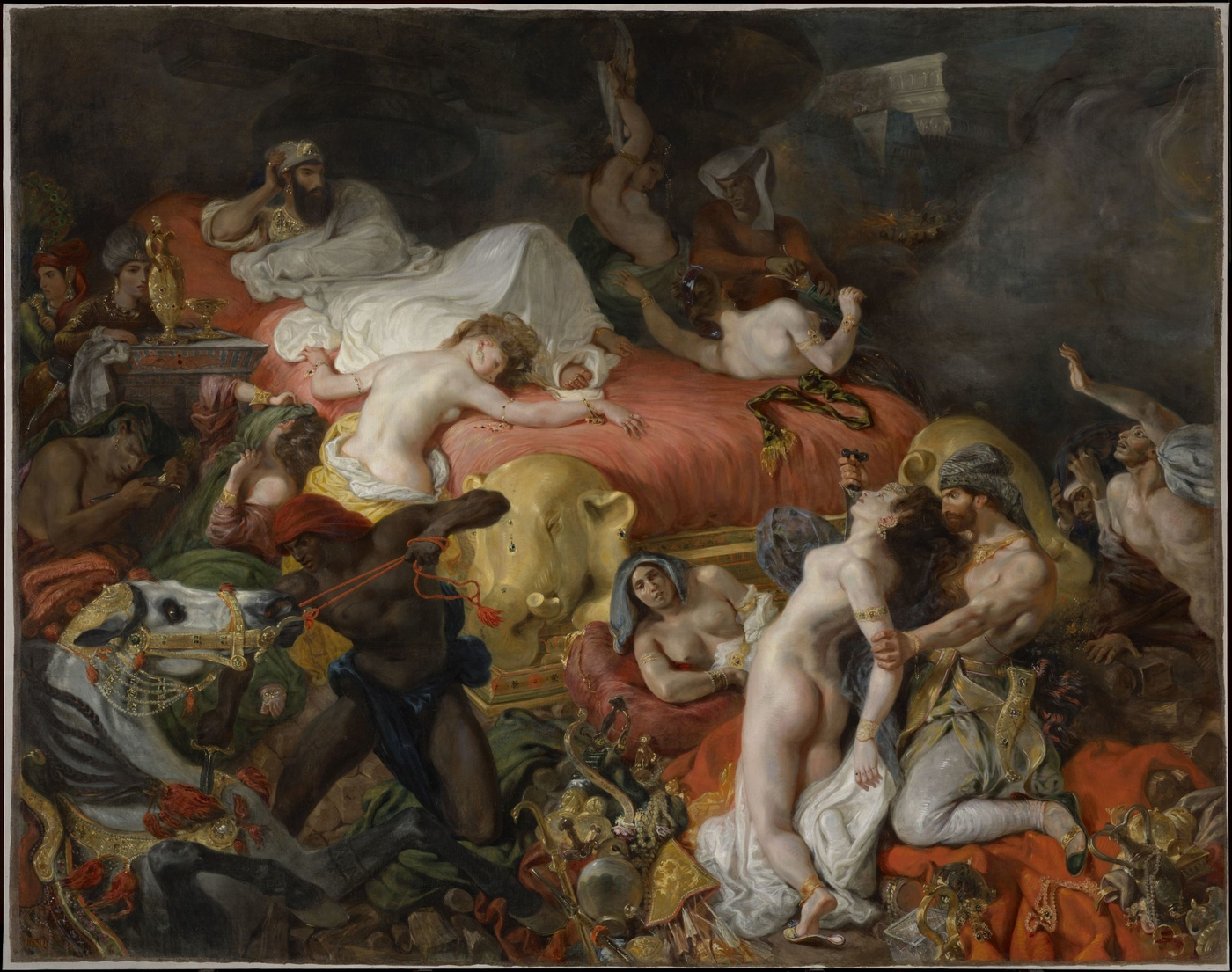
『サルダナパールの死』(1827) ウジェーヌ・ドラクロワ(1798-1863)
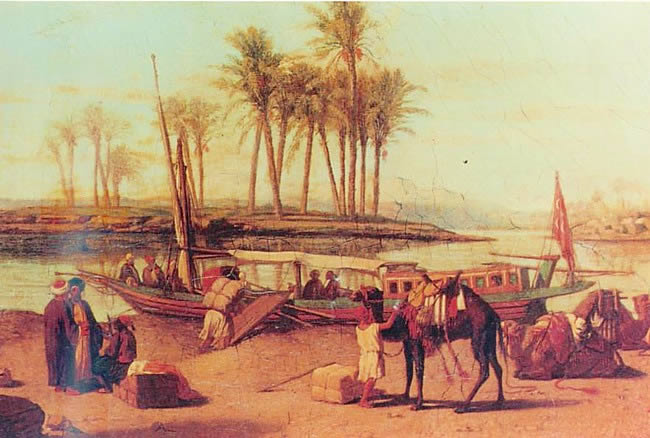
『ナイル川岸の思い出』(1833) プロスペル・マリヤ(1811-1847)
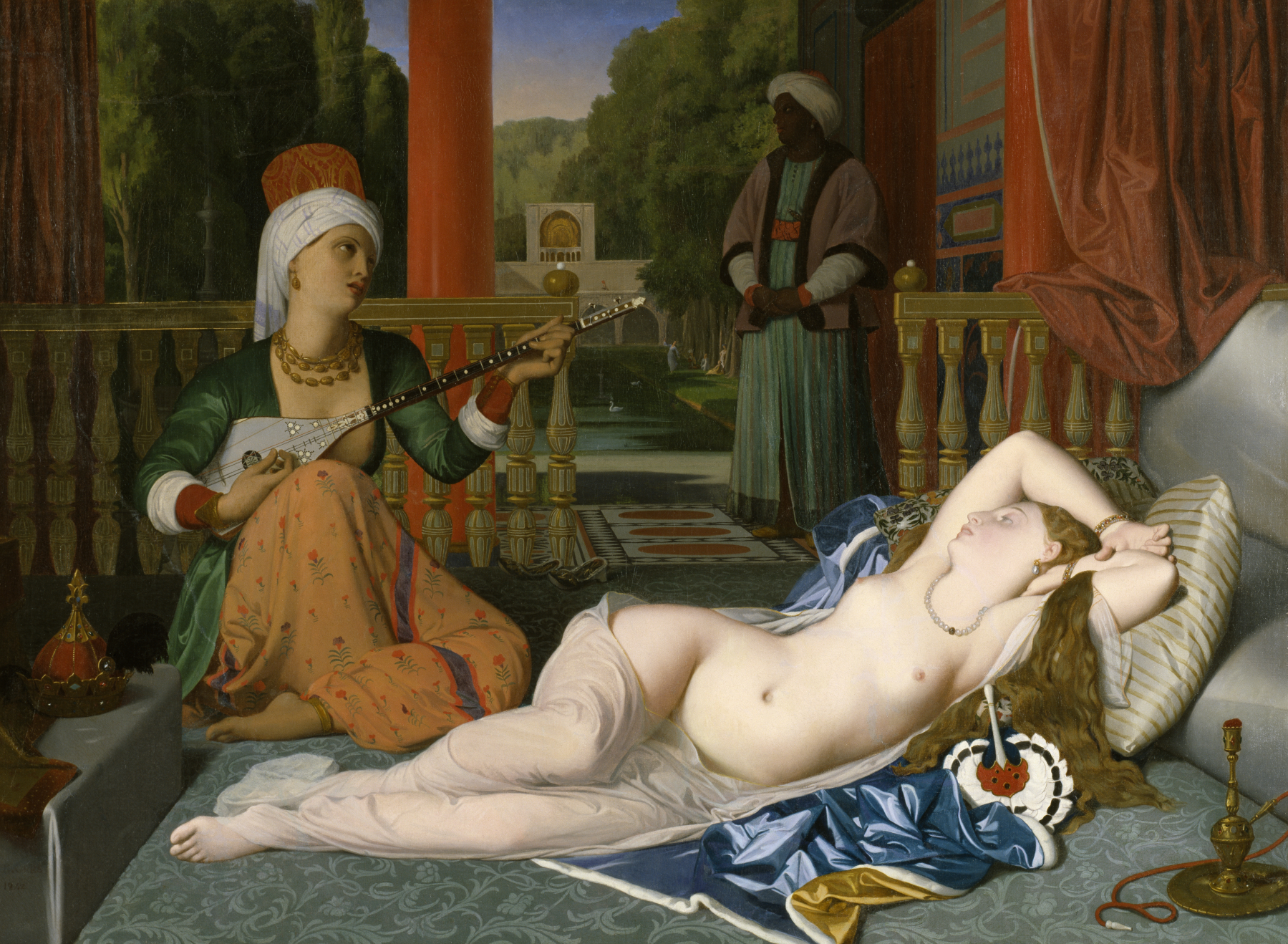
『奴隷のいるオダリスク』(1842) ドミニク・アングル(1780-1867)
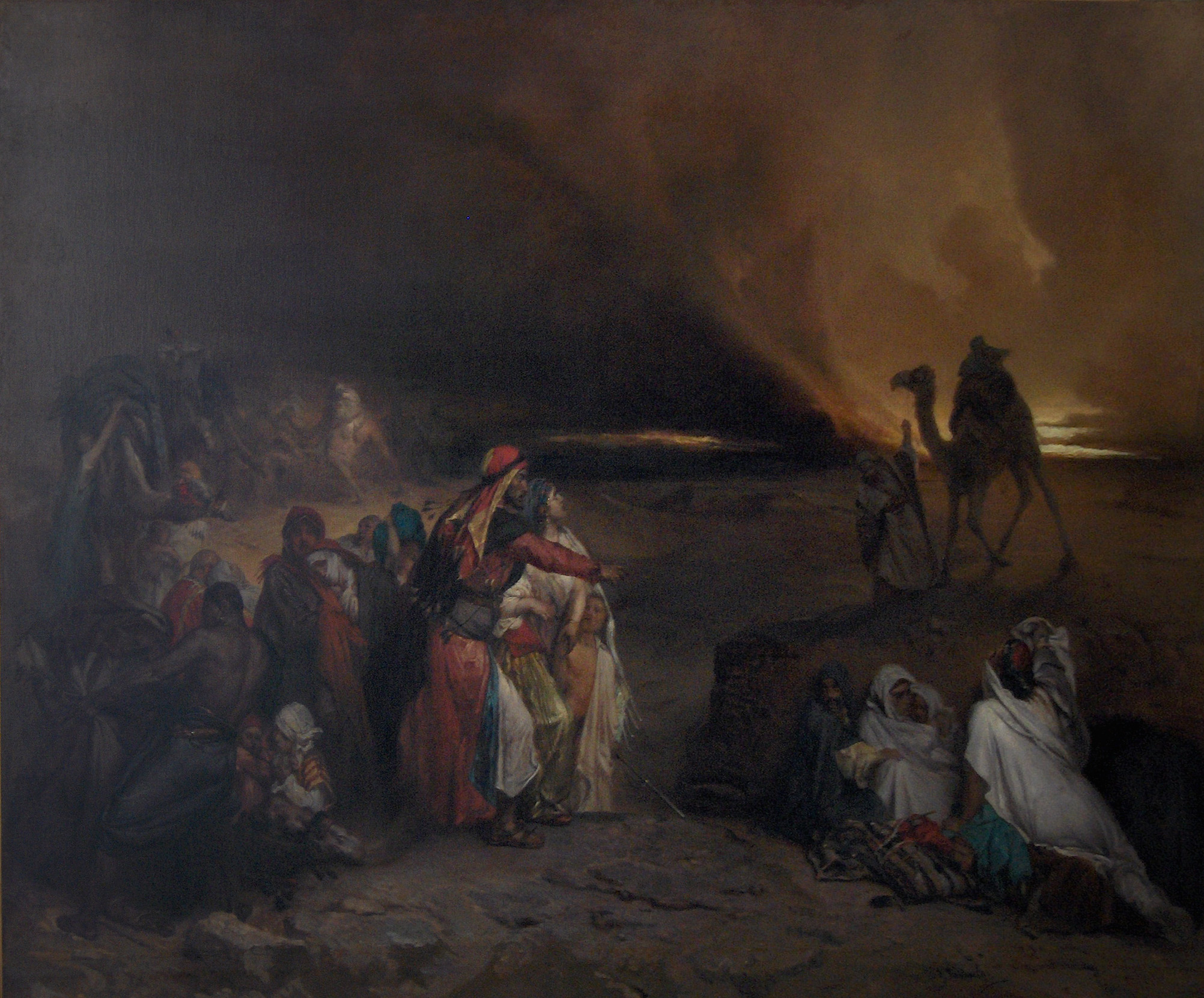
『シムーン』(1847) ジャン＝フランソワ・ポルテール(1818-1895)
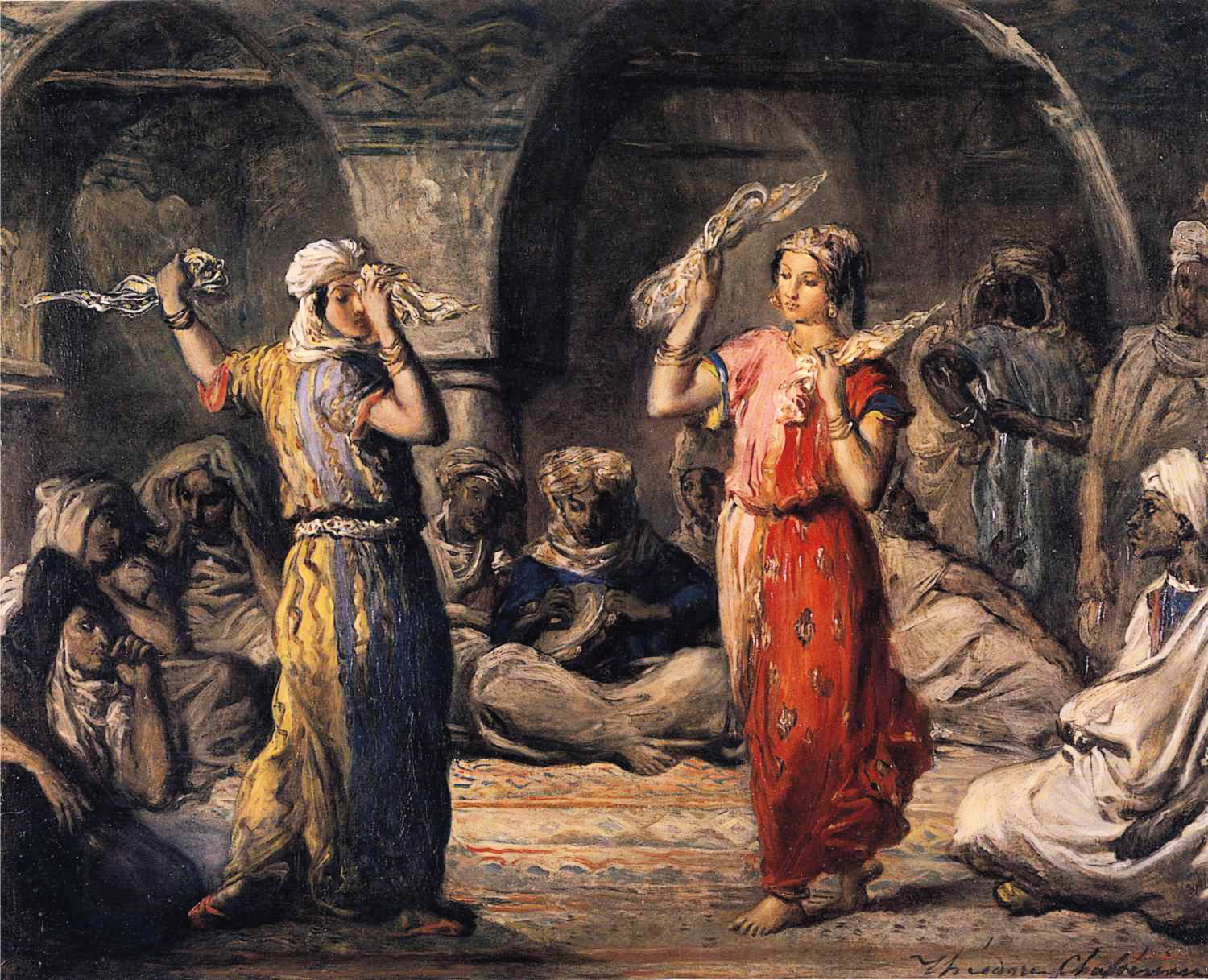
『ムーア人の踊り』(1849) テオドール・シャセリオー(1819-1856)
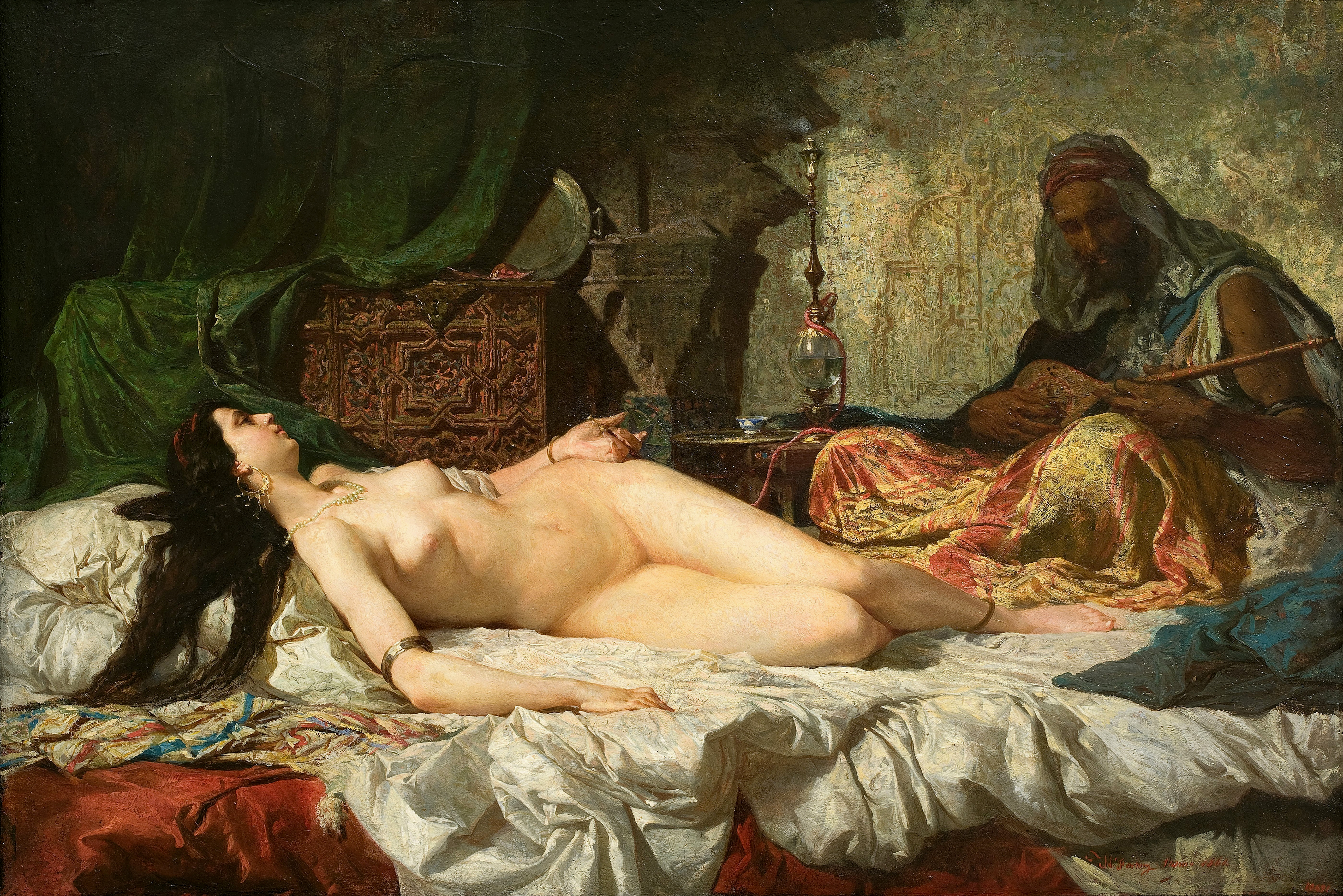
『オダリスク』(1861) マリアノ・フォルトゥーニ(1838-1874)
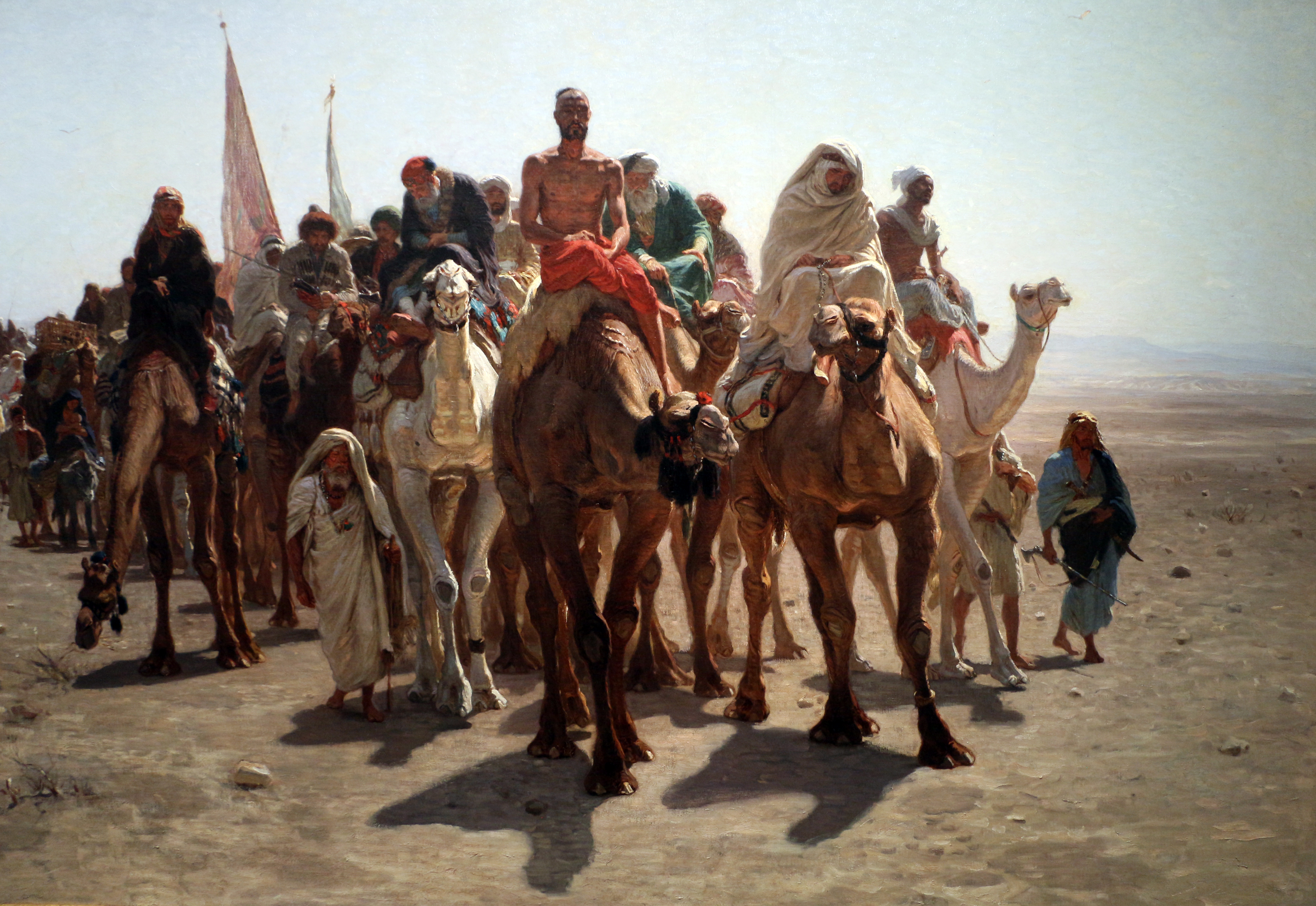
『メッカへの巡礼』（1861) レオン・ベリー (1827-1877)
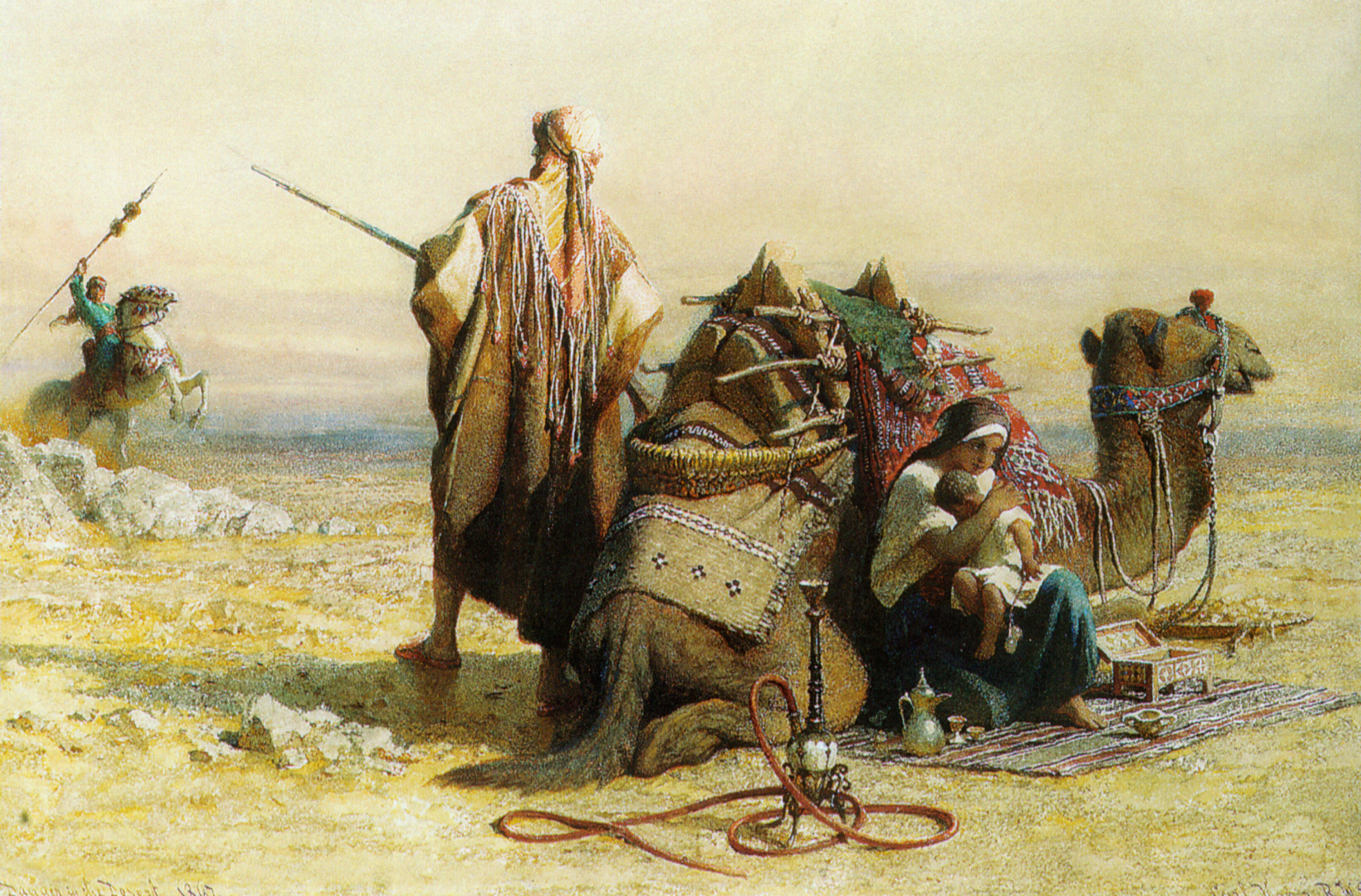
『砂漠の危険』（1867) カール・ハーグ (1820-1915)
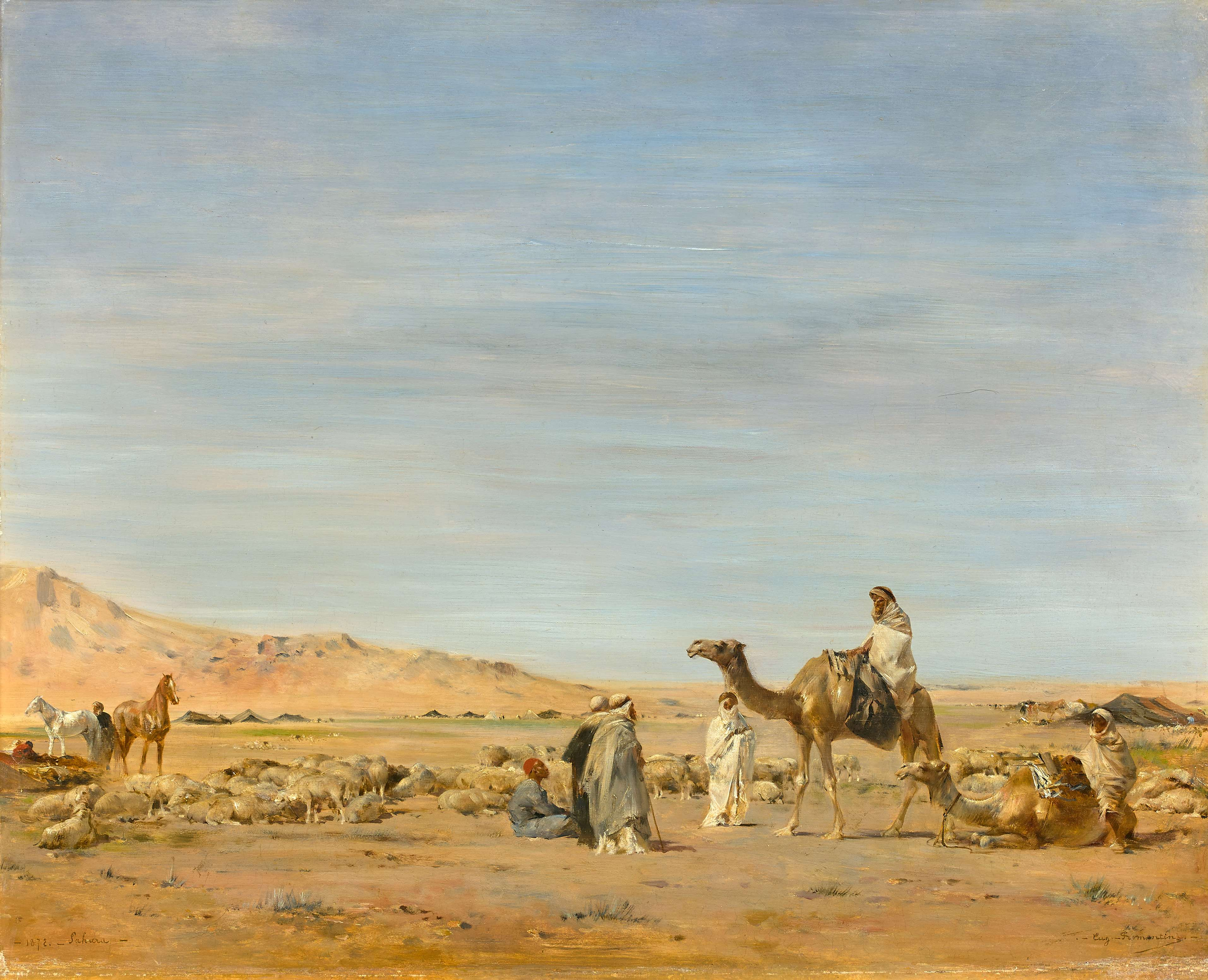
『サハラのキャンプ』(1872) ウジェーヌ・フロマンタン(1820-1876)
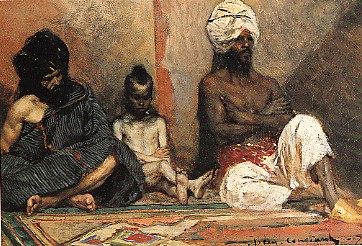
『座っているアラブ人』(1877) ジャン＝ジョセフ・バンジャマン＝コンスタン(1845-1902)
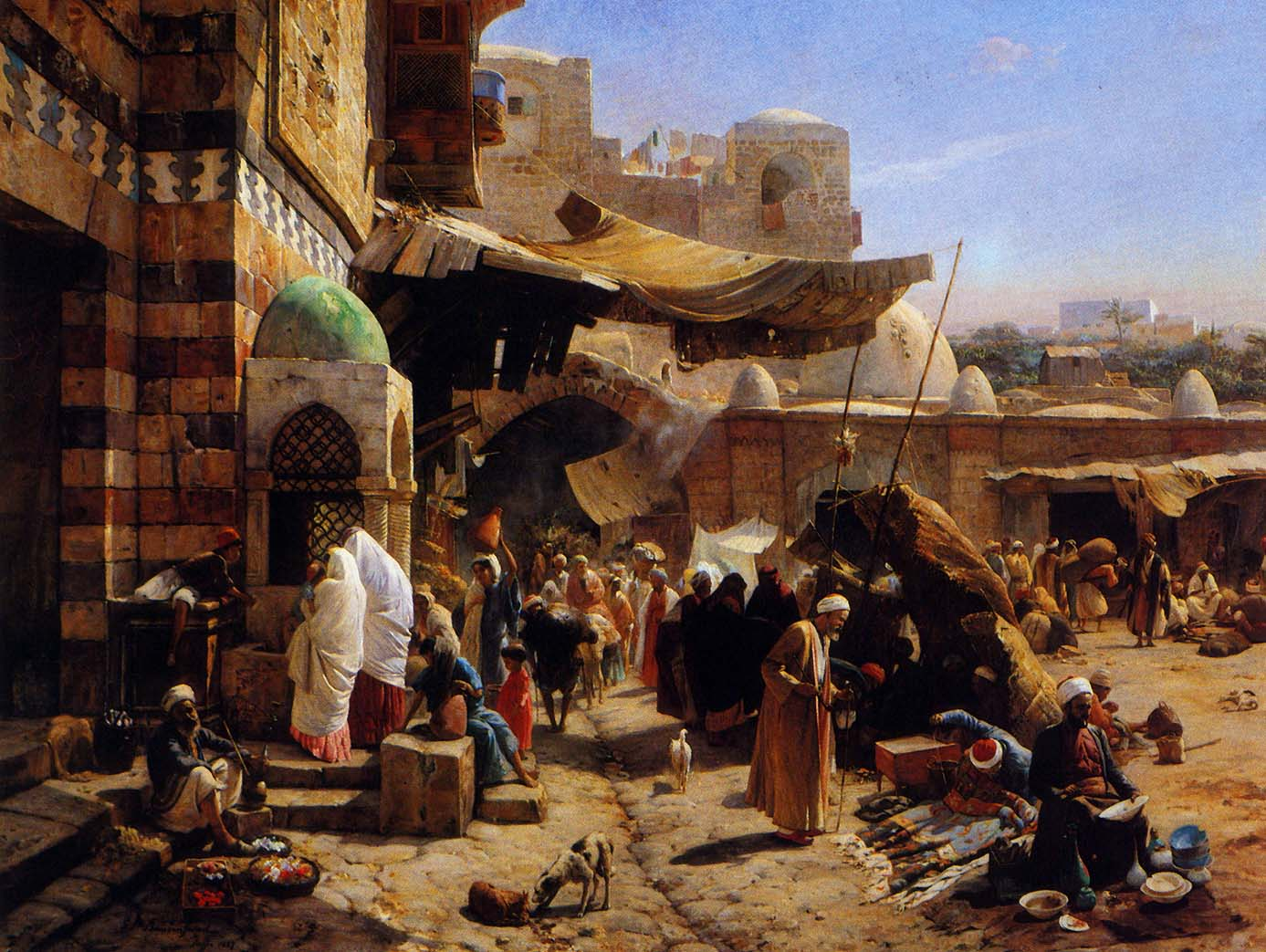
『ヤッファの市場』(1877) グスタフ・バウエルンファイント(1848-1904)
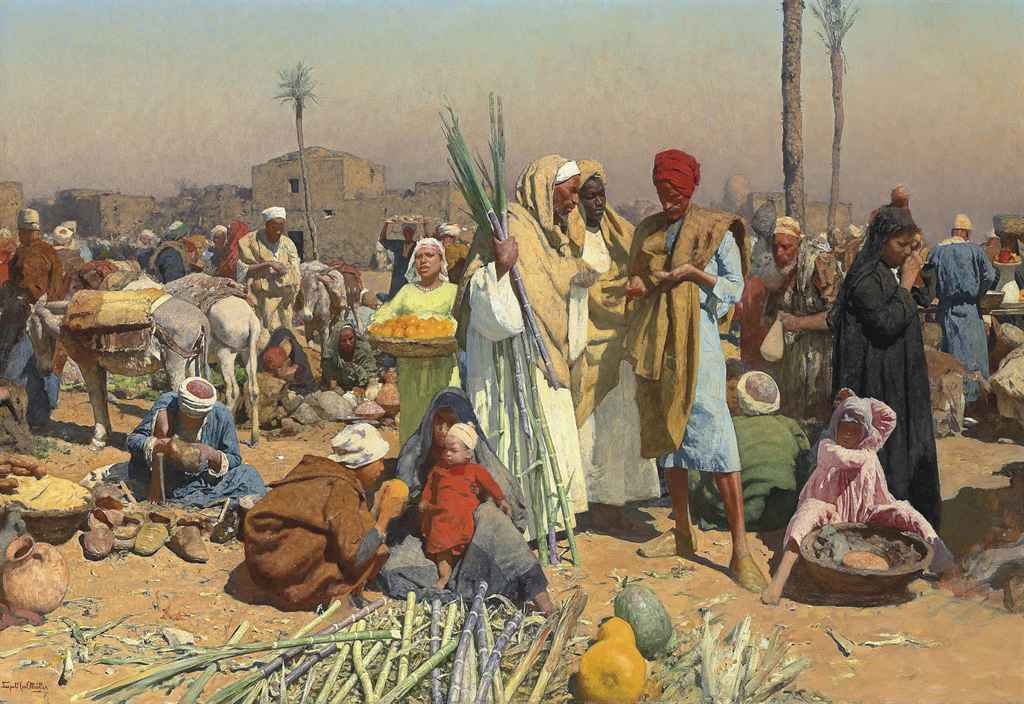
『エジプトの市場』(1878) レオポルト・カール・ミュラー(1834-1892)
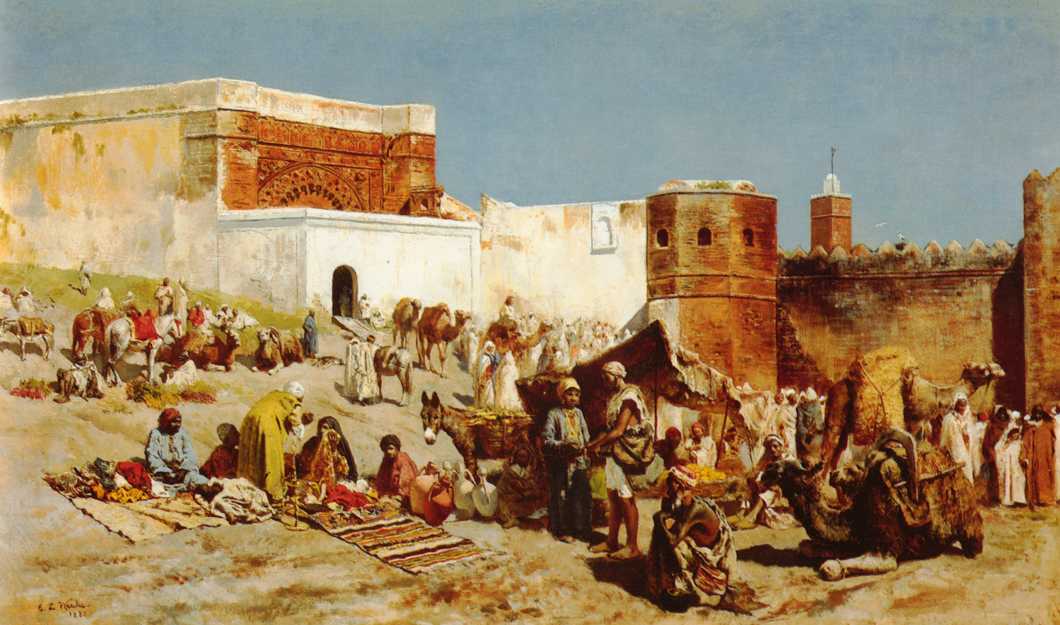
『モロッコの市場』(1880) エドウィン・ロード・ウィークス(1849-1903)
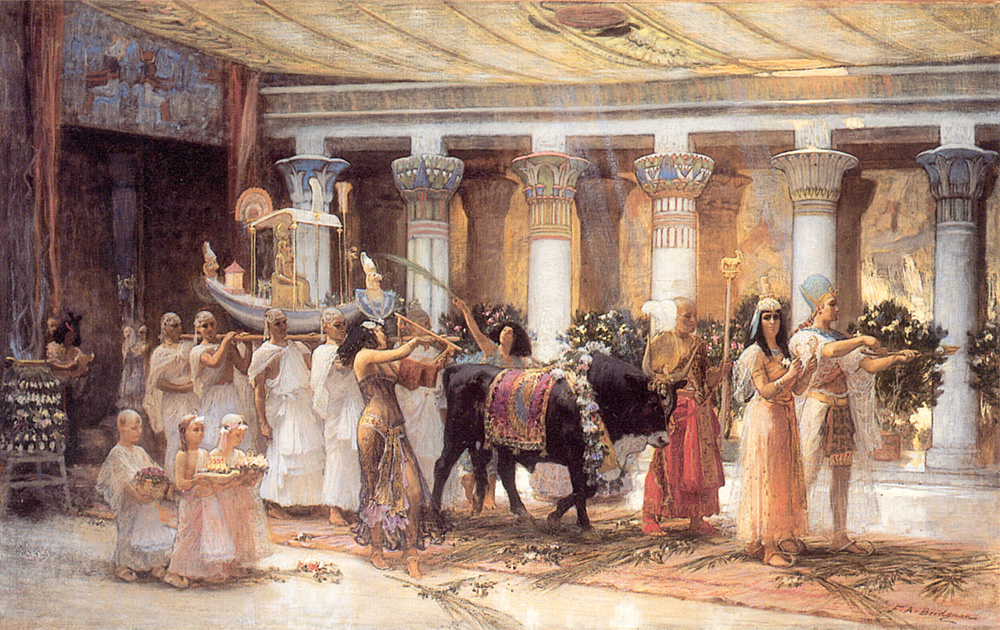
『アヌビスの神像の行列』(c.1885) フレデリック・アーサー・ブリッジマン (1847-1928)
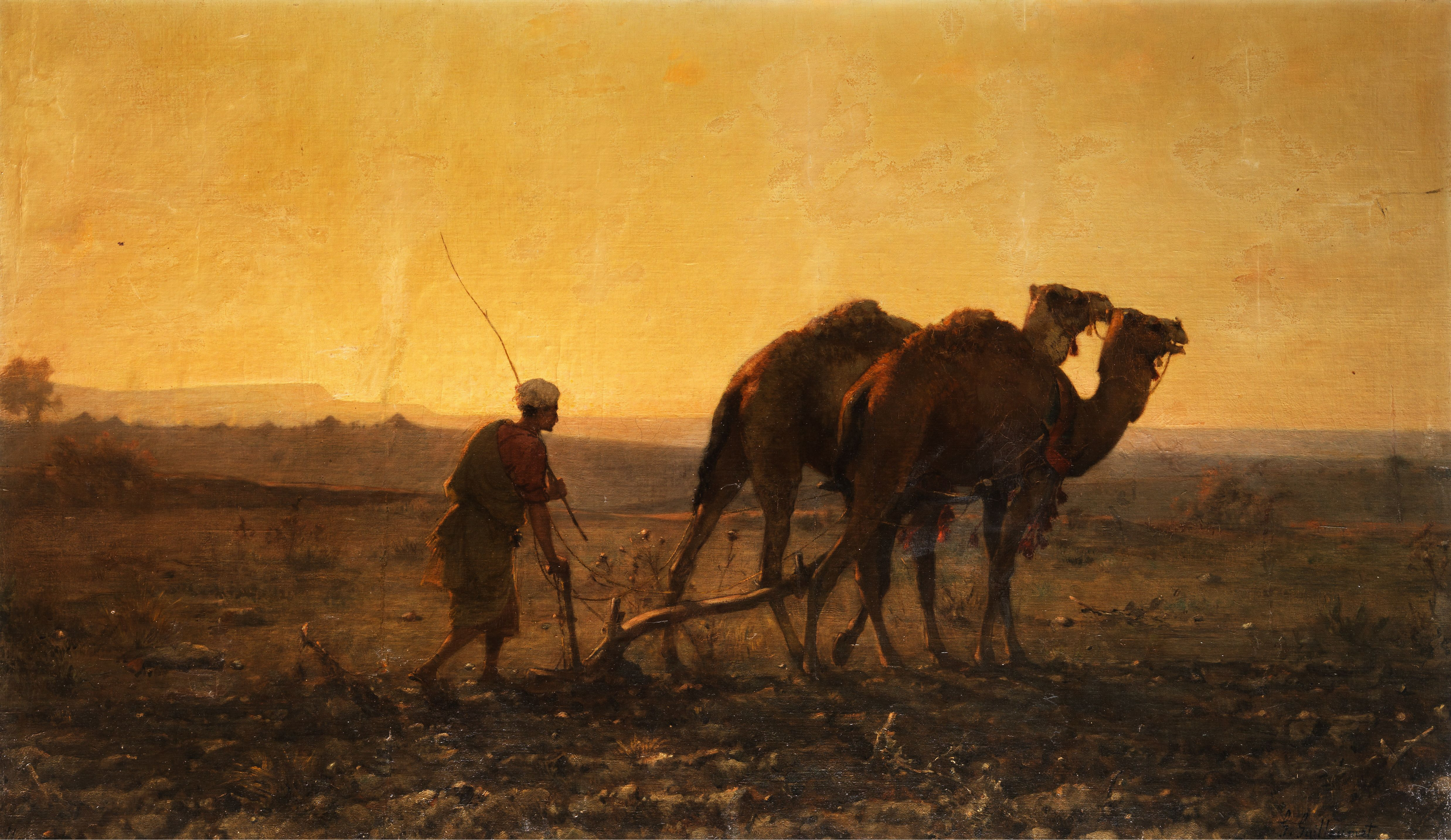
『夕暮れにラクダを使って耕す農民』(c.1887) ギュスターヴ・ギヨメ(1840-1887)
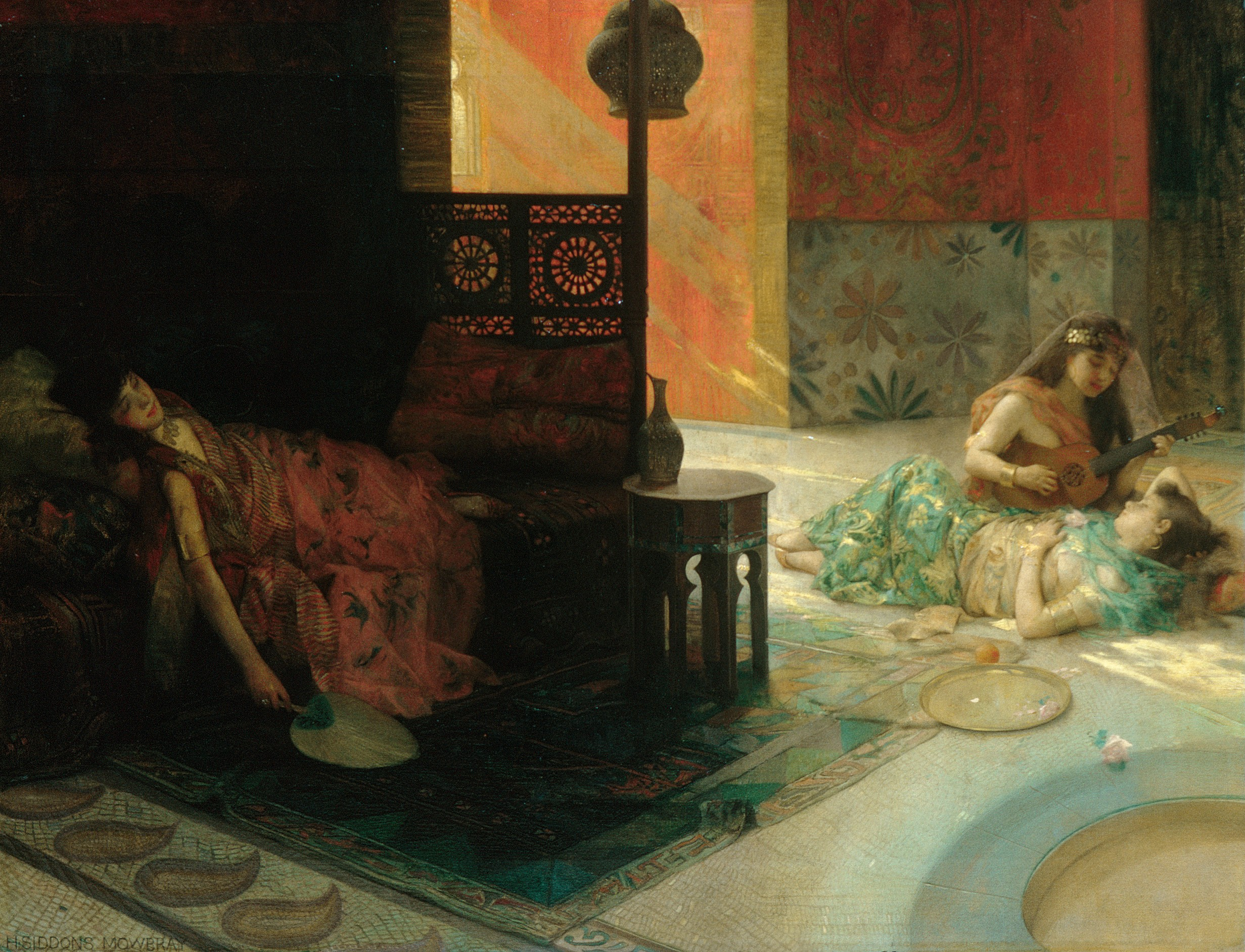
『ハレムの光景』(1895) ハリー・シドンズ・モウブレー(1858-1928)
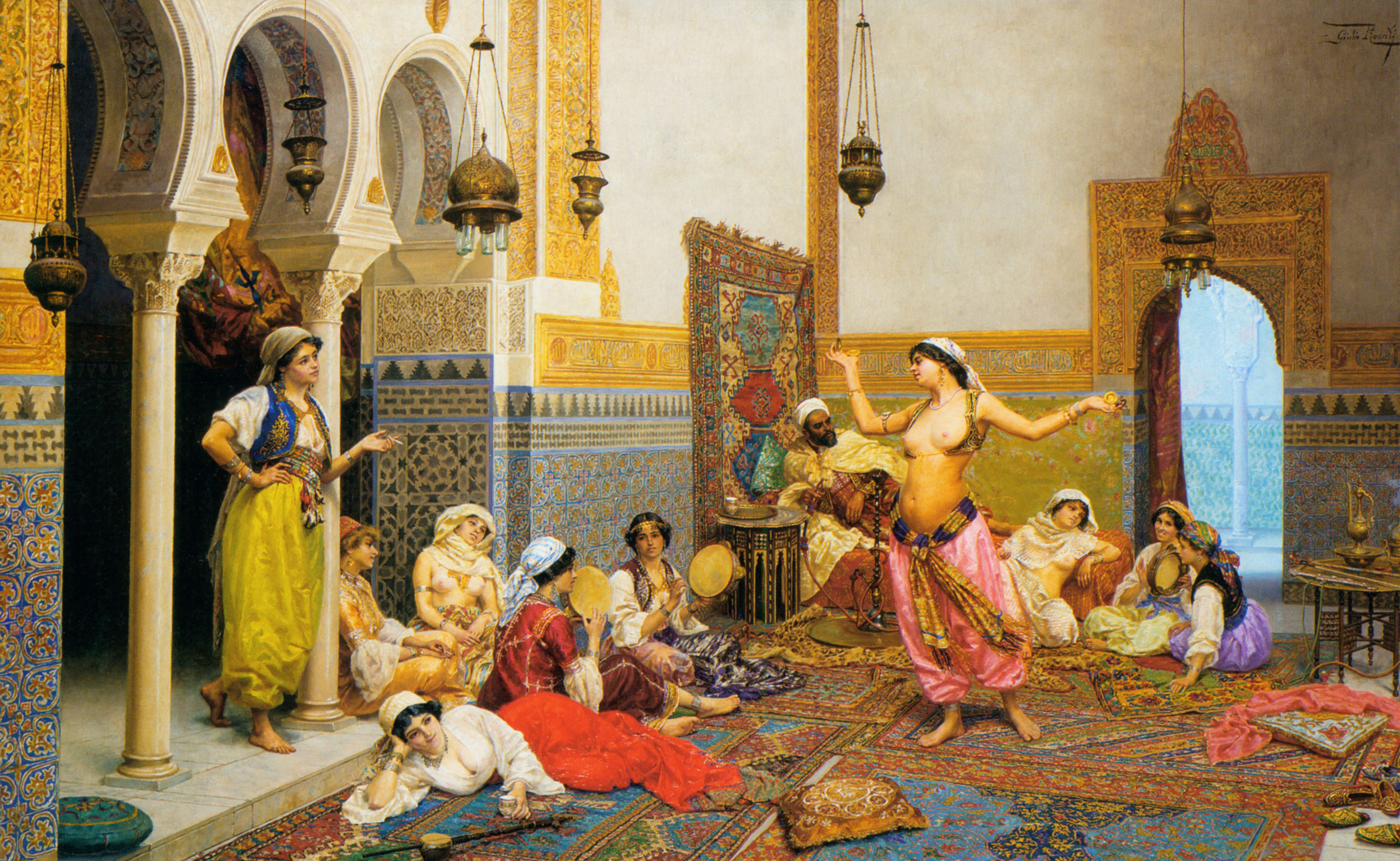
『ハレムのダンス』(c.1900) ジュリオ・ロサーティ(1858-1917)
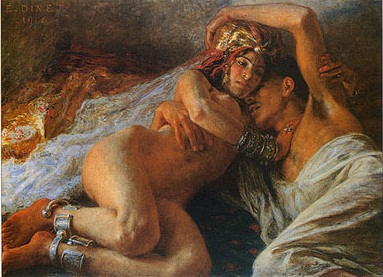
『誘惑』(1906) ナスレディーヌ・ディネ(1861-1929)

- 『トルコ衣装を着た
ヴェルジャンヌ伯爵』
(1760年代)
アントワーヌ・ド・ファヴレイ(1706-1798)
- 『コーヒーを運ぶ女』(1857)
ジョン・フレデリック・ルイス(1804-1876)
- 『奴隷市場』(1866)
ジャン＝レオン・ジェローム(1824- 1904)
- 『白い奴隷』(1894)
アーネスト・ノーマンド(1857–1923)
- 『北アフリカの室内のグナワ人』(19世紀末)
ルドルフ・エルンスト(1854–1932)
- 『ヌビアン宮殿の衛兵』(c.1900)
ルートヴィヒ・ドイッチュ(1855–1935)
- 『亀の調教師』(1906)
オスマン・ハムディ・
ベイ(1842-1910)
- 『ハーレムの美女』(c.1921)
アンリ・アドリアン・
タヌー(1865-1923)